# Vukovci (Czarnogóra)
Vukovci (cyr. Вуковци) – wieś w Czarnogórze, w gminie Podgorica. W 2011 roku liczyła 419 mieszkańców.